# Liste der Einträge im National Register of Historic Places im Hartley County
Die Liste der Registered Historic Places im Hartley County führt alle Bauwerke und historischen Stätten im texanischen Hartley County auf, die in das National Register of Historic Places aufgenommen wurden.

## Aktuelle Einträge
| Lfd. Nr. | Name im NRHP                       | Bild | Datum der Eintragung | Adresse/Lage              | Ort      | NRHP-ID  | Beschreibung |
| -------- | ---------------------------------- | ---- | -------------------- | ------------------------- | -------- | -------- | ------------ |
| 1        | Hartley County Courthouse and Jail |      | 31. Dez. 1987        | Railroad Ave.             | Channing | 87002237 |              |
| 2        | Miguel Tafoya Place (41HT17)       |      | 12. Juli 1984        | Address Restricted        | Amarillo | 84001854 |              |
| 3        | Proctor Pen I (41HT13)             |      | 12. Juli 1984        | Address Restricted        | Amarillo | 84001852 |              |
| 4        | XIT General Office                 |      | 6. Mai 1985          | Railroad Ave. and 5th St. | Channing | 85000960 |              |